# Chiến dịch quần đảo Nhật Bản

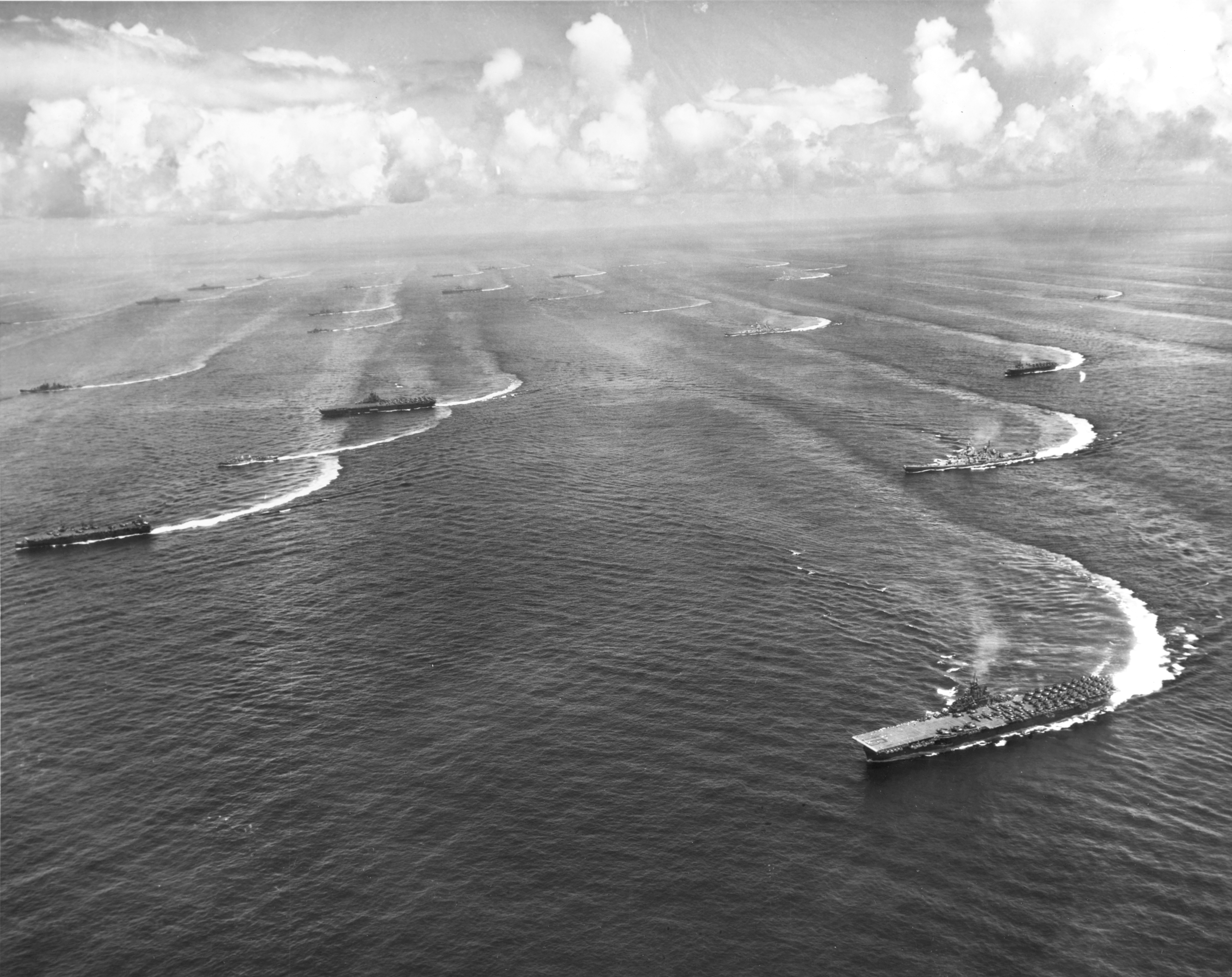
Lực lượng đặc nhiệm 38, thuộc Hạm đội thứ ba của Hoa Kỳ điều động ngoài khơi Nhật Bản, ngày 17 tháng 8 năm 1945, hai ngày sau khi Nhật Bản đồng ý đầu hàng.

Chiến dịch quần đảo Nhật Bản là một chiến dịch quân sự diễn ra trong Chiến tranh thế giới thứ hai giữa quân đội Đế quốc Nhật Bản và Phe Đồng Minh ngay trên chính quốc Nhật. Chiến dịch bắt đầu từ tháng 6 năm 1944 đến tháng 8 năm 1945 với sự thất bại của phía Nhật Bản, đánh dấu sự kết thúc Chiến tranh thế giới thứ hai.

## Không kích Nhật Bản
Nhật Bản bị không kích lần đầu vào ngày 18 tháng 4 năm 1942 với cuộc Không kích Doolittle. Tuy chỉ gây được tổn thất nhỏ về vật chất cho phía Nhật (50 chết, 400 bị thương, 200 công trình bị phá hủy) và bị mất toàn bộ máy bay B-25 cùng với 11 thành viên đội bay, nhưng cuộc không kích đã làm tâm lý cuộc chiến thay đổi đáng kể: Nó cho thấy Nhật Bản rất mong manh trước các cuộc tập kích đường không, hạ thấp cũng như xốc dậy tinh thần của hai phía.
Các cuộc không kích tiếp theo nhằm vào quần đảo Kuril từ tháng 7 năm 1943 đến những tháng cuối cùng của cuộc chiến. Chúng được thực hiện với quy mô nhỏ nhưng làm Nhật Bản phải huy động một lực lượng đáng kể để ngăn chặn cuộc tiến công từ phía Bắc của Hoa Kỳ.
Những cuộc tàn phá khủng khiếp ở Nhật Bản chỉ bắt đầu từ tháng 6 năm 1944, khi Khối Đồng Minh, chủ yếu là Hoa Kỳ, tiến hành ném bom chiến lược nhằm vào các thành phố lớn và các mục tiêu quan trọng khác. Mặc dù kế hoạch ném bom quy mô lớn được vạch ra từ trước chiến tranh, nhưng nó chưa được thực hiện khi các máy bay ném bom chiến lược tầm xa B-29 chưa sẵn sàng. Từ tháng 6 năm 1944 đến tháng 1 năm 1945, B-29 được chuyển từ Ấn Độ sang Trung Quốc để tiến hành một loạt cuộc tập kích, nhưng những cố gắng trên vẫn chưa hoàn toàn thành công.

## Chiến dịch quần đảo Ogasawara và Ryukyu
Chiến dịch quần đảo Ogasawara và Ryukyu là hàng loạt các trận đánh và các cuộc đụng độ giữa quân Đồng Minh và lực lượng Quân đội Hoàng gia Nhật Bản ở Thái Bình Dương trong Chiến tranh thế giới thứ hai từ giữa tháng 1 đến tháng 6 năm 1945.
Chiến dịch đã diễn ra tại quần đảo Ogasawara và nhóm đảo Ryukyu. Hai trận đánh lớn trên đất liền là Trận Iwo Jima (16 tháng 2 - 26 tháng 3 năm 1945) và Trận Okinawa (1 tháng 4 - 21 tháng 6 năm 1945). Một trong những trận hải chiến lớn nhất là Chiến dịch Ten-Go (7 tháng 4 năm 1945). Chiến dịch là một phần tiếp theo trong kế hoạch của Đồng Minh đổ bộ lên Nhật Bản, quân Đồng Minh đã giành được chiến thắng nhưng họ đã phải trả giá rất đắt.

### Vụ nổ bom nguyên tử ở Hiroshima và Nagasaki
Theo lệnh của Tổng thống Harry S Truman, ngày 6 tháng 8 năm 1945, quả bom nguyên tử thứ nhất mang tên Little Boy đã được thả xuống thành phố Hiroshima, Nhật Bản. Sau đó 3 hôm, ngày 9 tháng 8 năm 1945, quả bom thứ hai mang tên Fat Man đã phát nổ trên bầu trời thành phố Nagasaki. Theo ước tính, 140.000 người dân Hiroshima đã chết bởi vụ nổ cũng như bởi hậu quả của nó. Số người thiệt mạng ở Nagasaki là 74.000. Ở cả hai thành phố, phần lớn người chết là thường dân.Vụ ném bom này đã làm rúng động cả thế giới và cũng là tiền đề cho việc phát triển vũ khí hạt nhân.

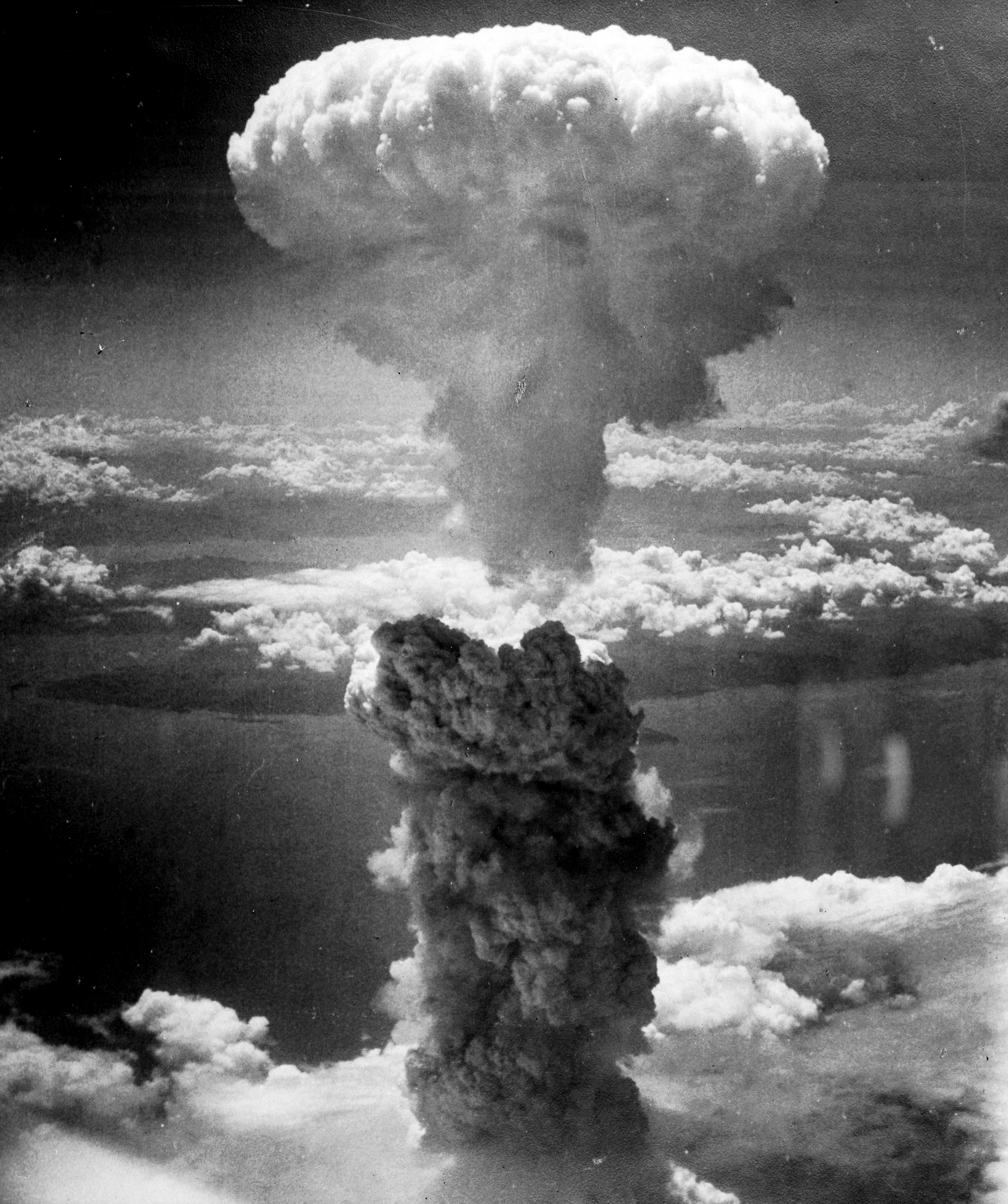
Đám mây hình nấm do quả bom nguyên tử Fat Man ném xuống Nagasaki, Nhật Bản

## Nhật Bản đầu hàng
Đến tháng 8 năm 1945, Quân đội Hoàng gia Nhật Bản phải đối mặt với những cuộc xâm lược của Đồng minh vào Nhật Bản sắp xảy ra. Mặc dù công khai tuyên bố ý định chiến đấu cuối cùng, các nhà lãnh đạo Nhật Bản xúc tiến việc yêu cầu Liên Xô làm trung gian hòa bình. Nhưng lúc này, Liên Xô đang chuẩn bị tấn công Nhật Bản để thực hiện cam kết từ Hội nghị Yalta.
Ngày 6 tháng 8 và 9 tháng 8 năm 1945, Mỹ ném bom nguyên tử ở Hiroshima và Nagasaki. Liên Xô vào ngày 9 tháng 8, bất ngờ xâm lược Mãn Châu là một thuộc địa của Đế quốc Nhật Bản, vi phạm tính trung lập Hiệp ước Xô-Nhật ký vào năm 1939. Với hai cú sốc này, Thiên hoàng Hirohito can thiệp, lệnh chấp nhận Tuyên bố Potsdam của Đồng minh, tuyên bố đã thiết lập các điều khoản để kết thúc chiến tranh. Sau một vài ngày của cuộc đảo chính Thiên hoàng Hirohito, ngày 15 tháng 8, đoạn băng ghi âm của Thiên hoàng về việc chấp nhận Tuyên bố Posdam được phát trên đài phát thanh.

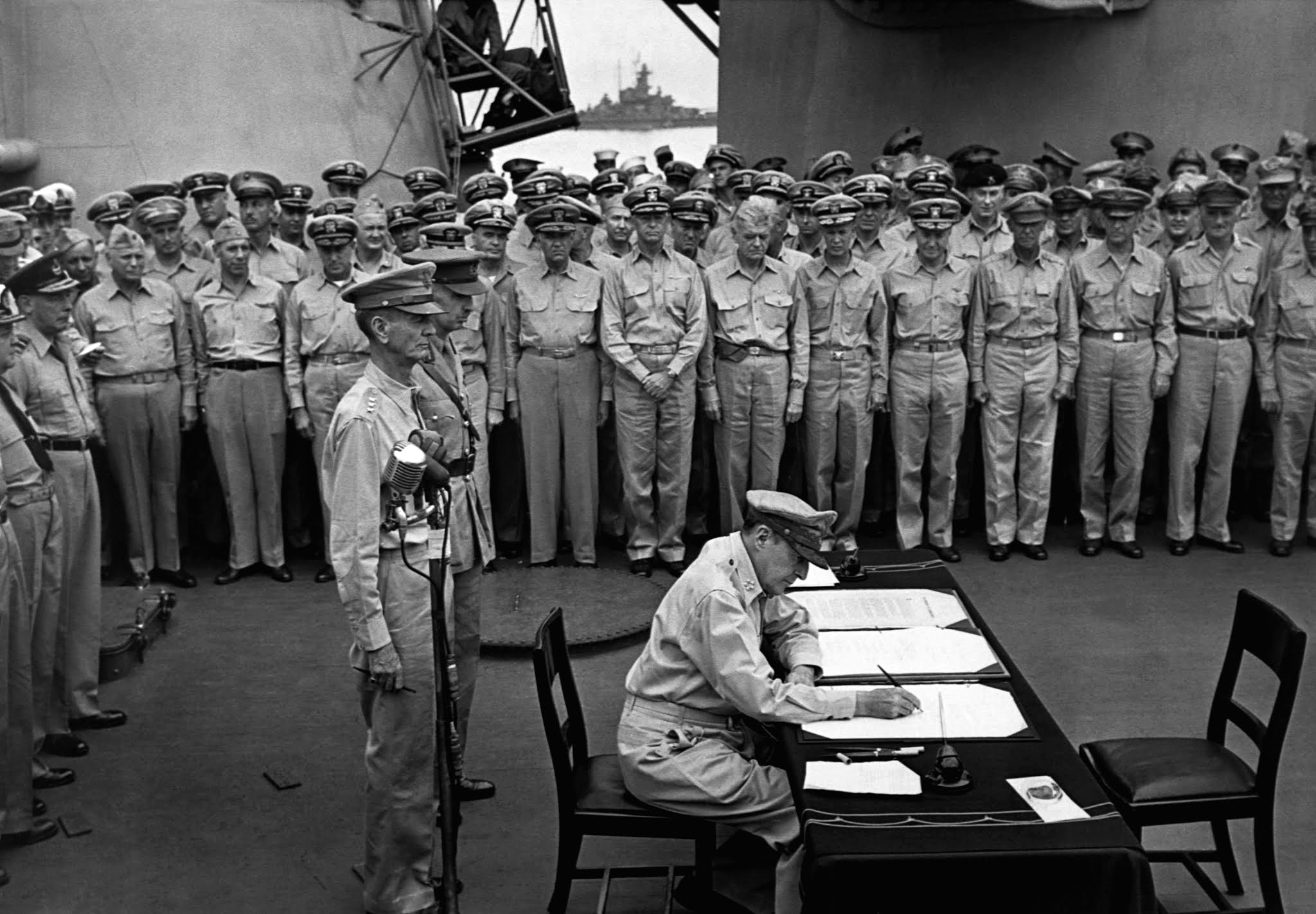
Tướng Mỹ Douglas McArthur ký nhận đầu hàng vô điều kiện của Nhật

Ngày 28 tháng 8, chỉ huy lực lượng liên quân Đồng minh đến Nhật Bản. Lễ ký hiệp ước đầu hàng tổ chức vào ngày 2 tháng 9 trên chiến hạm Mỹ Missouri, các quan chức chính phủ Nhật Bản đã ký kết văn kiện đầu hàng, chính thức kết thúc Chiến tranh thế giới thứ hai. Hằng năm , người dân trên thế giới ăn mừng ngày này kết thúc Chiến tranh Thế giới thứ 2.